# Le Clan des femmes
Le Clan des femmes  est le premier roman de l'écrivaine camerounaise Hemley Boum. Cette œuvre de 140 pages, parue en octobre 2010 aux éditions L'Harmattan, est un récit qui met dans une écriture franche et lumineuse l'histoire d'une jeune petite fille de 9 ans en prise au mariage précoce. L'auteur nous emmène au cœur de l'Afrique, et nous conduit à mettre de côté toutes nos conceptions pour nous plonger dans le quotidien de Sarah, où la polygamie est ancrée dans les mœurs et où les femmes constituent le patrimoine de leur époux.

## Résumé
Le roman Le Clan des femmes  est une œuvre qui dévoile la destinée entrelacée de Sarah, née dans un village au cœur de la savane, miraculeusement préservé des changements qui bouleversent l’Afrique en ce début de XXe siècle. À sa petite fille qui l’interroge, elle raconte sa vie. Une vie faite de renoncements et aussi d’espoirs, magnifiée par la rencontre de femmes exceptionnelles. Mariée à neuf ans à un ami de son grand-père dont elle a rejoint le clan, Sarah est enceinte à peine pubère et grandit en tant qu’épouse dans un foyer polygame. Raconter sa vie lui permet de dévoiler à sa petite-fille le rôle des femmes dans cette société archaïque et conservatrice, l’entêtement qu’elles mettent toutes à exister par leur travail, par la force de leur volonté ou même par la ruse. Au fil des pages, on découvre Sarah confrontée aux limites que la société lui impose, aux prises avec l’amour, obsédée par son désir d’enfants. Une femme d’hier et d’aujourd’hui, une femme qui avance, tout simplement. Épouse très jeune d'un vieil homme , prise ensuite sous l'aile de sa première épouse, remariée à l'un de ses fils à la mort de son premier époux, avant de rencontrer celui qui sera l'amour de sa vie, rentrée au village après des années de voyage. Cependant, l'amour ne suffit pas à leur accorder ce qui creuse bientôt une terrible absence : un enfant.

## Historique et contexte
En tant que membre d'une famille africaine, et partie intégrante d'une société comme celle du Cameroun, Hemley Boum enchaîne avec vivacité les descriptions du fonctionnement de la société africaine et les souvenirs du quotidien : faits et gestes, conversations, elle nous conte l’histoire de Sarah, sa grand-mère, dont elle a recueilli les confidences. Elle insiste sur le souci qu’elle a eu de respecter la vérité anthropologique de cette époque – début du XXè siècle. Mariages forcés des fillettes, polygamie, grossesses précoces, journées rythmées par les tâches répétitives pour assurer la vie quotidienne sont le lot des femmes. La rencontre de femmes d’exception permettra à l’héroïne, mariée à 9 ans à un ami de son grand-père, d’échapper à son malheureux destin et de trouver sa voie. Le roman brosse une galerie de portraits mères, enfants, femmes et familles qui luttent pour survivre dans une société où la femme dès le bas âge est destiné au mariage sans avis ou consentement.
À travers ce récit, Hemley Boum offre une perspective intime sur les défis auxquels sont confrontées les femmes dans des sociétés africaines traditionnelles, tout en abordant des thèmes universels tels que l'amour, la famille et l'émancipation. Par le biais des souvenirs que la grand-mère évoque, le lecteur découvre ce que les autres livres racontent peu : une vie de femme au village, comment elle fait son chemin dans le respect des coutumes et des traditions, son éducation au contact des aînées. L’aveu de ce qu’elle ressent révèle clairement le combat incessant pour se créer une vie acceptable. Une vie faite d’obstination, d’endurance et de solidarité. Une vie admirable, lorsque l’on considère la force d’âme qu’a exigée chaque jour.
À l'image des mêmes thèmes que ses romans qui ont suivi ce premier ouvrage, Les Maquisards (2015),Les jours viennent et passent(2020). Des œuvres où l'autrice a écrit, sans compromis, rendant justice aux vies effacées par l’histoire.

## Thèmes principaux
- Amour .
- féminité.
- un récit de vie sociale.
- mœurs de la société de l'Afrique subsaharienne[8].

## Personnages principaux
Le clan des femmes met l'accent sur la vie d'une jeune petite fille de 9 ans, personnages:
- Sarah : Née au début du XXᵉ siècle dans un village africain préservé des bouleversements contemporains, elle est mariée à neuf ans à un ami de son grand-père[9].
- Première Épouse : Première femme du défunt époux de Sarah, elle prend Sarah sous son aile et l'introduit dans le clan familial[10].
- Lydie : Femme convoitée par le mari de Sarah, elle vit avec eux et leur donne trois enfants[11].

## Distinctions
Les Jours viennent et passent a été couronné en 2020 par le prix Ahmadou-Kourouma, qui récompense chaque année, un auteur d’expression française,,.